# Llei de Bragg
La llei de Bragg  permet estudiar les direccions en les quals la difracció de raigs X sobre la superfície d'un cristall produeix interferències constructives, ja que permet predir els angles en què els raigs X són difractats per un material amb estructura atòmica periòdica (materials cristal·lins).
Va ser derivada pels físics britànics William Henry Bragg i el seu fill William Lawrence Bragg el 1913. La llei de Bragg confirma l'existència de partícules reals en l'escala atòmica, proporcionant una tècnica molt poderosa d'exploració de la matèria, la difracció de raigs X. Els Bragg van ser premiats amb el Premis Nobel de Física a 1915 pels seus treballs en la determinació de l'estructura cristal·lina del NaCl, el ZnS i el diamant.

## Interferència i difracció
Quan els raigs X arriben a un àtom interaccionen amb els seus electrons exteriors. Aquests reemeten la radiació electromagnètica incident en diferents direccions i amb la mateixa freqüència (en realitat a causa de diversos efectes hi ha petits canvis en el seu freqüència). Aquest fenomen es coneix com a dispersió de Rayleigh (o dispersió elàstica). Els raigs X reemesos des àtoms propers interfereixen entre si constructiva o destructivament. Aquest és el fenomen de la difracció.
En el diagrama que segueix s'esquematitzen raigs X que incideixen sobre un vidre. Els àtoms superiors reemeten la radiació després de ser assolits per ella. Els punts en què la radiació se superposa constructivament es mostren com la zona d'intersecció dels anells. Es pot apreciar que hi ha angles privilegiats en els quals la interferència és constructiva, en aquest cas cap a la dreta amb un angle al voltant de 45 º.

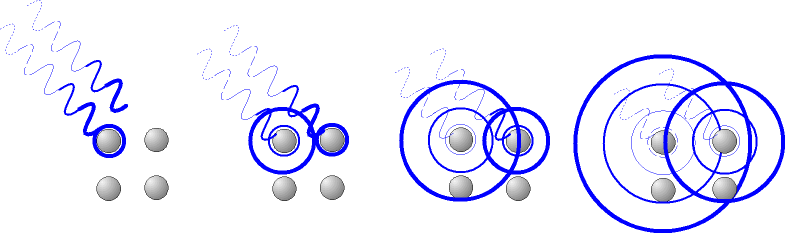
La radiació incident arriba a àtoms consecutius amb un lleuger desfasament (esquerra). La radiació dispersada pels àtoms (cercles blaus) interfereix amb radiació dispersada per àtoms adjacents. Les adreces en les quals els cercles se superposen són adreces d'interferència constructiva.

## Llei de Bragg
La interferència és constructiva quan la diferència de fase entre la radiació emesa per diferents àtoms és proporcional a 2π. Aquesta condició s'expressa en la llei de Bragg:
on
- n  és un nombre enter,
- Λ és la longitud d'ona dels raigs X,
- d  és la distància entre els plans de la xarxa cristal i,
- Θ és l'angle entre els raigs incidents i els plans de dispersió.

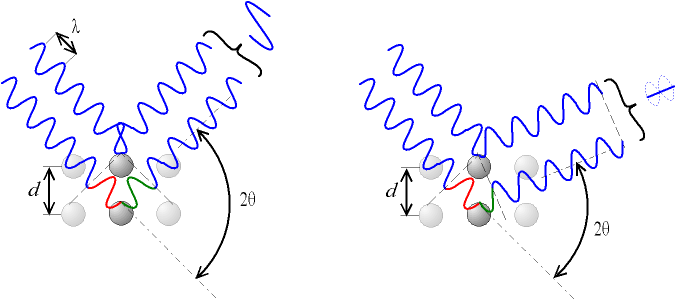
D'acord amb l'angle de desviació (2θ), el canvi de fase de les ones produeix interferència constructiva (figura esquerra) o destructiva (figura dreta).

## Deducció de la Llei de Bragg
Considerem la figura de sota conformada per plans d'àtoms distanciats a una longitud d. Per al primer pla, les raigs 1 i 1a colpegen els àtoms K i P que són dispersats en totes les direccions, però per a certa direcció, aquests raigs (1 'i 1a') es troben en fase i, per tant, es compleix que
{\displaystyle QK-PR=PKcos\theta -PKcos\theta =0}
Aquesta condició es compleix per a cada pla.

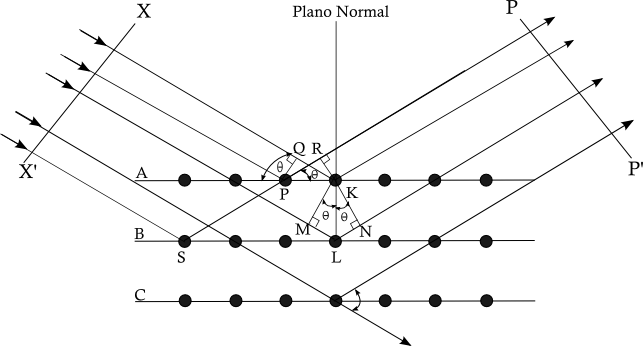
Deducció de Llei de Bragg per diferència de camí òptic.

Per analitzar els raigs dispersats per àtoms en diferents plans es pren els raigs 1 i 2 de la figura de dalt. Aquests raigs són dispersats pels àtoms K i L, la diferència en els seus camins òptics és
{\displaystyle ML+LN=d'sin(\theta )+d'sin(\theta )}
Així aquests raigs estaran completament en fase si la seva diferència de camins és igual a un nombre enter (n) de longituds d'ona {\displaystyle \lambda }, de tal manera que es compleix que {\displaystyle n\lambda =2d'sin(\theta )}

Una altra manera de deduir la Llei de Bragg és considerar ara una diferència de fase. Per a dues raigs difractats s'ha de la diferència de fase és igual
{\displaystyle 2\pi r(K_{s}-K_{i})=2\pi rR}
On {\displaystyle R=(K_{s}-K_{i})}, r és la distància de separació entre els plans i K és el vector d'ona.
Per a la Fig de dalt, {\displaystyle {\underline {R}}=2sin(\theta )/\lambda {\underline {r}}=D}. Perquè hi hagi una interferència constructiva r R és un múltiple d'un de tal manera que
{\displaystyle r\cdot R={\underline {r}}\cdot {\underline {R}}=2DSin(\theta )/\lambda =n\,\,,\,\,n=1,2,3,...}

## Analogia
Es pot expressar aquesta llei considerant una analogia amb un cas més simple. Considerem que els plans cristal són representats per miralls semitransparents en què la radiació incident és reemesa en part en cada un dels plans. Les interferències formades aleshores es regeixen per la llei de Bragg. De fet, la fórmula de Bragg és idèntica a les interferències produïdes en una capa prima d'aire obtingudes en un interferòmetre de Michelson. De manera més estricta cal tenir en compte que les ones són dispersades per àtoms individuals alineats de manera periòdica.

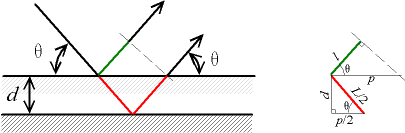
Interferències produïdes en una capa prima d'aire. Analogia amb la llei de Bragg.